# Sungai Gedang
Sungai Gedang is een bestuurslaag in het regentschap Sarolangun van de provincie Jambi, Indonesië. Sungai Gedang telt 2479 inwoners (volkstelling 2010).